# Jänessaari
Jänessaari est un quartier du district Hirvensalo-Kakskerta à Turku en Finlande,.

## Description
Jänessaari est situé  à l'extrémité nord-ouest de l'île d'Hirvensalo, 
entre Maanpää et Pikisaari.
Les bâtiments notables sont la Villa Ekman (1933) conçue par Erik Bryggman, la Villa Udden, de l'ingénieur ferroviaire Axel M. Cronvall, et la villa Wahlström, conçue pour Edvard Åström, sur une haute falaise.
Près des villas de Jänessaari se trouve la batterie d'Hirvensalo, un rempart en pierre d'environ 60 mètres de long, qui est un vestige de la batterie côtière russe de 1854.

## Galerie

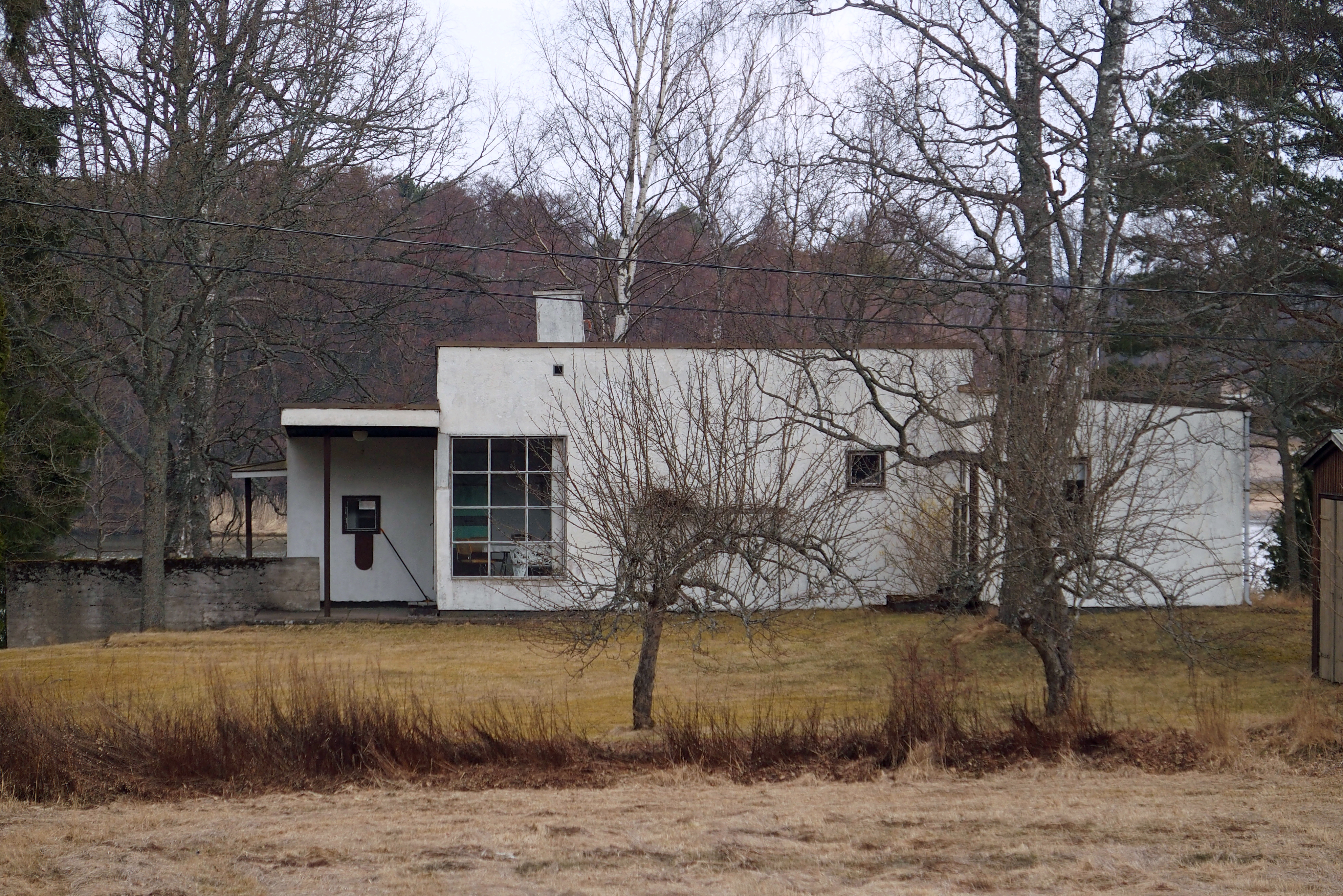
Villa Ekman d'Erik Bryggman.